# Wahlen 1979
◄◄ | ◄ | 1975 | 1976 | 1977 | 1978 | Wahlen 1979 | 1980 | 1981 | 1982 | 1983 | ► | ►►

Weitere Ereignisse
Die Liste der Wahlen 1979 umfasst Parlamentswahlen, Präsidentschaftswahlen, Referenden und sonstige Abstimmungen auf nationaler und subnationaler Ebene, die im Jahr 1979 weltweit abgehalten wurden.

## Termine
| Land                           | Datum           | Link zur Wahl 1979                               | Link zur vorigen Wahl      | Bemerkungen                                                                                                   |
| ------------------------------ | --------------- | ------------------------------------------------ | -------------------------- | --- |
| Rhodesien                      | 30. Januar      | Verfassungsreferendum in Rhodesien               |                            | |
| Haiti                          | 11. Februar     | Parlamentswahl in Haiti                          |                            | [ 1 ] |
| Bangladesch                    | 18. Februar     | Parlamentswahl in Bangladesch                    |                            | [ 2 ] |
| Westsamoa                      | 24. Februar     | Parlamentswahl in Westsamoa                      |                            | [ 3 ] |
| Spanien                        | 1. März         | Parlamentswahl in Spanien                        |                            | [ 4 ] |
| Vereinigtes Königreich         | 1. März         | Referendum in Schottland                         |                            | Einführung eines schottischen Regionalparlamentes wurde beschlossen                                           |
| Vereinigtes Königreich         | 1. März         | Referendum in Wales                              |                            | Einführung einer Regionalversammlung für Wales wurde abgelehnt                                                |
| Sowjetunion                    | 4. März         | Parlamentswahl in der Sowjetunion                |                            | [ 5 ] |
| BR Deutschland                 | 18. März        | Wahl zum Abgeordnetenhaus von Berlin             | 1975                       | |
| BR Deutschland                 | 18. März        | Landtagswahl in Rheinland-Pfalz                  | 1975                       | |
| Finnland                       | 18.–19. März    | Parlamentswahl in Finnland                       | 1975                       | |
| Österreich                     | 25. März        | Landtagswahl in Niederösterreich                 | 1974                       | |
| Österreich                     | 25. März        | Landtagswahl in Salzburg                         | 1974                       | |
| Iran                           | 30.–31. März    | Referendum zur Staatsform Irans                  |                            | |
| Grönland                       | 4. April        | Parlamentswahl in Grönland                       | 1975                       | erste Wahl nach der Autonomie                                                                                 |
| Simbabwe–Rhodesien             | April           | Parlamentswahl in Simbabwe-Rhodesien             |                            | |
| Thailand                       | 22. April       | Parlamentswahl in Thailand                       |                            | [ 6 ] |
| BR Deutschland                 | 29. April       | Landtagswahl in Schleswig-Holstein               | 1975                       | |
| Ecuador                        | 29. April       | Parlamentswahl in Ecuador                        |                            | [ 7 ] |
| Vereinigtes Königreich         | 3. Mai          | Britische Unterhauswahlen                        | Oktober 1974               | |
| Österreich                     | 6. Mai          | Nationalratswahl in Österreich                   | 1975                       | |
| DDR                            | 20. Mai         | Kommunalwahlen in der DDR                        | 1974                       | |
| Kanada                         | 22. Mai         | Kanadische Unterhauswahl                         | 1974                       | |
| BR Deutschland                 | 23. Mai         | Wahl des deutschen Bundespräsidenten             | 1974                       | |
| Italien                        | 4. Juni         | Parlamentswahlen in Italien                      | 1976                       | |
| Ägypten                        | 7.–14. Juni     | Parlamentswahl in Ägypten                        | 1976                       | |
| Europäische Gemeinschaften     | 7. und 10. Juni | Europawahl                                       |                            | erste Direktwahl der Mitglieder des Europaparlaments                                                          |
| Dänemark                       | 7. und 10. Juni | Europawahl in Dänemark                           |                            | Wahl in Grönland fand am 10. Juni (Sonntag) statt, im Rest Dänemarks wurde traditionell am Donnerstag gewählt |
| Niederlande                    | 7. Juni         | Europawahl in den Niederlanden                   |                            | |
| Vereinigtes Königreich         | 7. Juni         | Europawahl im Vereinigten Königreich             |                            | |
| Belgien                        | 10. Juni        | Europawahl in Belgien                            |                            | |
| BR Deutschland                 | 10. Juni        | Europawahl in Deutschland                        |                            | |
| Frankreich                     | 10. Juni        | Europawahl in Frankreich                         |                            | |
| Irland                         | 10. Juni        | Europawahl in Irland                             |                            | |
| Italien                        | 10. Juni        | Europawahl in Italien                            |                            | |
| Luxemburg                      | 10. Juni        | Europawahl in Luxemburg                          |                            | |
| Luxemburg                      | 10. Juni        | Kammerwahl                                       |                            | |
| BR Deutschland                 | 10. Juni        | Kommunalwahlen im Saarland                       | 1974                       | |
| Ghana                          | 18. Juni        | Präsidentschafts- und Parlamentswahl in Ghana    | 1965 (Präs.), 1969 (Parl.) | |
| Mali                           | 19. Juni        | Parlamentswahl in Mali                           |                            | [ 8 ] |
| Seychellen                     | 23.–26. Juni    | Parlamentswahl auf den Seychellen                |                            | [ 9 ] |
| Bolivien                       | 1. Juli         | Parlamentswahl in Bolivien                       |                            | [ 10 ] |
| Mexiko                         | 1. Juli         | Parlamentswahl in Mexiko                         |                            | [ 11 ] |
| St. Lucia                      | 2. Juli         | Parlamentswahl in St. Lucia                      |                            | erste Wahl nach der Unabhängigkeit im Februar 1979                                                            |
| Irland                         | 5. Juli         | Verfassungsreferendum in Irland 1979             |                            | |
| Nigeria                        | 7. und 14. Juli | Parlamentswahl in Nigeria                        |                            | [ 13 ] |
| Volksrepublik Kongo            | 8. Juli         | Parlamentswahlen in der Volksrepublik Kongo      |                            | [ 14 ] |
| Iran                           | 3. August       | Wahl zur Verfassungsversammlung Irans            |                            | |
| Somalia                        | 25. August      | Verfassungsreferendum in Somalia                 |                            | |
| Schweden                       | 16. September   | Wahl zum Schwedischen Reichstag                  | 1976                       | |
| Österreich                     | 30. September   | Landtagswahl in Tirol                            | 1975                       | |
| BR Deutschland                 | 7. Oktober      | Bürgerschaftswahl in Bremen                      | 1975                       | |
| Japan                          | 7. Oktober      | Shūgiin-Wahl                                     | 1976                       | |
| Österreich                     | 7. Oktober      | Landtagswahl in Kärnten                          | 1975                       | |
| Österreich                     | 7. Oktober      | Landtagswahl in Oberösterreich                   | 1973                       | |
| Türkei                         | 14. Oktober     | Wahl zum Senat der Türkei                        | 1977                       | |
| Botswana                       | 20. Oktober     | Parlamentswahl in Botswana                       |                            | [ 15 ] |
| Finnland                       | 20. Oktober     | Parlamentswahl in Åland                          | 1975                       | |
| Österreich                     | 21. Oktober     | Landtagswahl in Vorarlberg                       | 1974                       | |
| Schweiz                        | 21. Oktober     | Schweizer Parlamentswahlen                       | 1975                       | |
| Dänemark                       | 23. Oktober     | Parlamentswahl in Dänemark                       |                            | |
| Tunesien                       | 4. November     | Parlamentswahl in Tunesien                       |                            | [ 16 ] |
| Kenia                          | 8. November     | Parlamentswahl in Kenia                          |                            | [ 17 ] |
| Benin                          | 30. November    | Parlamentswahl in Benin                          |                            | [ 18 ] |
| Iran                           | 2.–3. Dez.      | Verfassungsreferendum in Iran                    |                            | |
| Portugal                       | 2. Dezember     | Parlamentswahl in Portugal                       | 1976                       | |
| St. Vincent und die Grenadinen | 5. Dezember     | Parlamentswahl in St. Vincent und den Grenadinen |                            | erste Wahl nach der Unabhängigkeit am 27. Oktober 1979                                                        |
| Somalia                        | 30. Dezember    | Parlamentswahl in Somalia                        | 1969                       | |
| Togo                           | 30. Dezember    | Parlamentswahl in Togo                           |                            | [ 20 ] |